# Welter-Meunier
La Welter-Meunier, abbreviato con l'acronimo di WM, è stata una scuderia automobilistica francese costruttrice di sport prototipi fondata da Gérard Welter e Michel Meunier a Thorigny-sur-Marne; i due soci, all'epoca quasi trentenni, lavoravano presso l'ufficio progettazione della Peugeot e nel tempo libero realizzarono la loro prima vettura nel 1969, battezzandola WM P69. Nel 1983 la piccola struttura, animata soprattutto da volontari, passò sotto il controllo della società Secateva il cui direttore non era altro che Roger Dorchy, un pilota di lunga data della scuderia.

## Storia
La prima vettura, la WM P69, era realizzata sulla base tecnica della Peugeot 204 cabriolet, di cui conservava il telaio e la meccanica. Il motore da 1,1 litri fu elaborato fino a 100 CV e in seguito sostituito da un'unità da 1,3 litri che erogava 115 CV. Dotata di carrozzeria chiusa, la P 69 pesava solo 625 kg e partecipò ad alcune gare nazionali nel 1969, tra cui la 1000 km di Parigi, dove l'equipaggio Meunier-Mathiot si classificò al 17º posto. La seconda vettura realizzata, la WM P70, era un progetto ben più complesso: una coupé con telaio monoscocca lunga solo 3,37 metri e con una massa contenuta in soli 550 kg e dotata di motore centrale; quest'ultimo, il propulsore di 1,3 litri della Peugeot 304, era montato trasversalmente ed era elaborato fino a fargli erogare 120 CV.
In seguito i due tecnici rivolsero le loro attenzioni alla realizzazione di una versione da gara della Peugeot 204, denominata WM 204 Proto, che beneficiava di un alleggerimento di 190 kg rispetto al modello di serie ed era dotata di uno specifico cambio a 5 rapporti prodotto dalla CD, associato a un motore da 1,4 litri elaborato fino a erogare 135 CV.

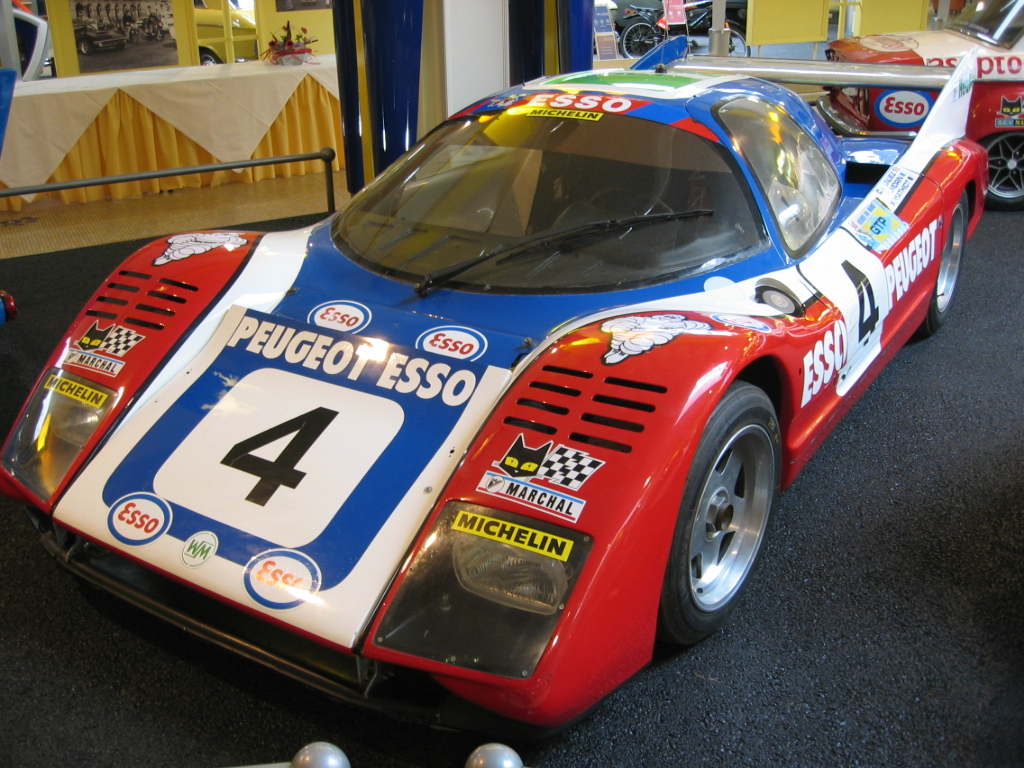
La WM P80

La svolta nell'attività sportiva del team si ha nel 1976, Gérard Welter e Michel Meunier sviluppano per primi in chiave agonistica il motore PRV in versione aspirata da 2.664 cm³ montandolo sul proprio prototipo "WM P76-Peugeot" iscritto nella nuova classe Gran Turismo prototipo (GTP), appena concepita dall'ACO e riservata a vetture con carrozzeria chiusa, in contrapposizione alle barchette del Gruppo 6 sancito dalla FIA: la vettura, schierata alla 24 Ore di Le Mans di quell'anno, si ritira dopo 16 ore di corsa. Nel 1977 debutta anche la P77 con lo stesso motore però in variante sovralimentata, tuttavia è solo la P76 a terminare la corsa giungendo 15º posto assoluto e seconda in classe GTP.

Nel 1979 la WM P79 Peugeot chiude la corsa al 14º posto finale e prima in classe GTP.
Il miglior risultato sportivo resta quello ottenuto nella 24 Ore di Le Mans del 1980, la WM P79/80 guidata da Fréquelin e Dorchy termina al 4º posto finale.
Nel 1982 dopo l'entrata in vigore del nuovo regolamento FIA Gruppo C, la squadra si impegna nella costruzione di un nuovo prototipo la WM P82, capostipite di una serie di vetture da competizione schierate soprattutto nella celebre 24 Ore di Le Mans oltre che nel Campionato Mondiale Sportprototipi. La squadra vanta un accordo di fornitura di propulsori con la Peugeot, il cui motore V6 in versione sovralimentata sarà sempre l'unico a spingere i prototipi WM.
L'apice della notorietà del piccolo costruttore arriva nel 1987, dopo non aver mai brillato i quanto a risultati sportivi, la squadra si prefigge un obiettivo ambizioso, infrangere il muro dei 400 km/h sul rettilineo dell'Hunaudières a Le Mans, il progetto prende il nome di Obiettivo 400 ci si chiede infatti se sia possibile superare questa barriera psicologica sui 6,75 km di rettilineo ininterrotto, dove sino ad allora la massima velocità raggiunta era stata di 374 km/h ad opera della Porsche 956 nel 1986.

### La WM P87
Nel 1987, per partecipare alla 24 Ore di Le Mans, la squadra costruisce un nuovo prototipo, la P87, vettura molto curata dal punto di vista aerodinamico, molto profilata, con ruote carenate e mossa da un V6 PRV Peugeot di 2.850 cm³ biturbo molto spinto che tramite un overboost regolabile è in grado di sviluppare fino a 900 CV di potenza massima (in condizioni di qualifica o in fase di sorpasso), mentre per la gara viene limitato a 600 CV per salvaguardare l'affidabilità e limitare i consumi di carburante.
La presentazione della WM P87 avviene nei primi giorni di giugno 1987, in occasione dell'inaugurazione della nuova autostrada A26 nel tratto da San Quintino a Laon, la vettura presente per un'esibizione guidata dal pilota François Migault raggiunge i 416 km/h.
 Alla 24 Ore di Le Mans 1987, disputata a pochi giorni di distanza, gli occhi sono puntati sulla sfida tra Porsche 962 e Jaguar XJR-8 ma anche sulla P87, però il prototipo non va oltre i 382 km/h di velocità massima. Il team schiera anche una meno estrema P86, tuttavia in gara entrambe le vetture sono costrette al ritiro per problemi al motore.
La WM P87 fu realizzata in un unico esemplare, gareggiando solo esclusivamente in tre edizioni della 24 Ore di Le Mans, oltre a quella del 1987, è stata schierata anche nel 1988 (gara non conclusa per la rottura del cambio) e nel 1989 (vettura incendiata durante la corsa).

### L'evoluzione WM P88
La scuderia non si dà per vinta, per la 24 Ore di Le Mans 1988 e nonostante un solo lavoratore dipendente a tempo pieno, WM e tutto il suo gruppo di volontari appassionati con l'aiuto del carrozziere francese Heuliez, realizza un nuovo telaio, la P88, evoluzione della precedente vettura del 1987.
Il prototipo è caratterizzato da un passo molto contenuto, uno sbalzo posteriore accentuato costituito da una coda lunga e affusolata, con una lunghezza di 450 cm è una delle Gruppo C più compatte. La carrozzeria è sempre molto profilata, le prese d'aria per raffreddare gli organi interni sono poste all'avantreno sul muso e tramite dei condotti interni convogliano l'aria verso i radiatori posti lateralmente, mentre l'intercooler per raffreddare i turbocompressori è posizionato sul tetto. L'effetto suolo della P88 è sufficientemente importante per non penalizzare il Cx, considerando che monta un alettone monoplano particolarmente piatto per ridurre la resistenza all'avanzamento. Diversi accorgimenti consentono un risparmio di peso di 65 kg rispetto alla P87, che si attesta ora sugli 850 kg, infine viene dotata di un motore V6 Peugeot con una cilindrata portata a 3,0 litri ancora più potente, accreditato di 950 CV in qualifica e 910 CV a 8.200 giri/min in gara con una pressione del turbo a 2,8 bar.
La WM P88 Peugeot soprannominata la Freccia di Thorigny, a Le Mans nelle qualifiche stacca buone velocità raggiungendo in via ufficiosa i 407 km/h, non convalidati per il mal funzionamento del radar della gendarmeria, tuttavia è la Porsche 962 a segnare il nuovo primato di punta velocistica con 391 km/h, la WM P88 si qualifica poi al trentaseiesimo posto della griglia di partenza con il tempo di 3:41:480, a oltre 25 secondi di distacco dalla pole position della Porsche 962 ufficiale.
 Durante la corsa poco prima delle ore 21.00, sfruttando delle condizioni ideali della pista, con temperatura più fresca, sul prototipo vengono montati degli speciali pneumatici forniti dalla Michelin con ridotta resistenza al rotolamento, le prese d'aria dei radiatori vengono opportunamente parzializzate, per ridurre ulteriormente la resistenza aerodinamica; Dorchy regola l'overboost del turbo al massimo e riesce ad arrivare con il suo prototipo a 391 km/h per poi migliorare il giro seguente arrivando a 405 km/h, alcuni evocano anche un 409 km/h, riportato a 405 per una storia di marketing nell'ambito di Peugeot, tenuto conto del lancio commerciale sul mercato della Peugeot 405.
La P88 numero 51 abbandonerà la corsa alle ore 02:00 della mattina, quattro ore dopo l'exploit, per surriscaldamento del motore, ma l'obiettivo era stato raggiunto: la notorietà ed il record erano arrivati. Questa prestazione resterà negli annali della 24 Ore di Le Mans come la velocità più elevata raggiunta sulle Hunaudières.
Il team schiera anche una seconda vettura, una P87 numero 52, costretta anch'essa ad abbandonare la gara, per problemi meccanici al cambio.

### Il 1989 l'ultimo anno di attività
Per la 24 Ore di Le Mans 1989 il costruttore francese schiera due vetture: un telaio P87 e un telaio P88, già utilizzate in precedenza, ma dotate entrambe di lievi aggiornamenti tecnici e ribattezzate perciò P489, riconoscibili esteriormente per un diverso alettone posteriore. L'obiettivo principale del team non è quello di raggiungere nuovi record di velocità massima, punta invece a concludere la gara, nelle qualificazioni raggiunge comunque una punta velocistica di 388 km/h, tuttavia nel corso delle prove su uno dei 2 prototipi, la #51 (P88) si sviluppa un incendio e resta irrimediabilmente danneggiata, mentre sulla #52 (P87) guidata da Pascal Pessiot esplode uno pneumatico posteriore mentre è lanciata a grande velocità sul dosso di Mulsanne al termine del rettilineo dell'Hunaudières, ma il pilota riesce a controllare la sua macchina. Solo una vettura, la #52, prende il via della corsa, ma anche questo esemplare è costretto al ritiro: Pascal Pessiot dopo aver percorso l'Hunaudières ad una velocità molto sostenuta rompe il motore della sua auto in prossimità della curva di Mulsanne, procede allora lentamente e la parcheggia nella via di fuga della curva Indianapolis mentre sulla vettura si sviluppa un incendio.
Le elevate velocità raggiunte dalle WM e dagli altri prototipi, indurranno la FIA e l'ACO a modificare per ragioni di sicurezza il rettilineo dell'Hunaudières a Le Mans, spezzandolo in tre tronconi mediante l'apposizione di due chicane: da allora, con questa configurazione del Circuit de la Sarthe e con normative tecniche delle vetture più restrittive, non è più possibile raggiungere le punte velocistiche degli anni 80.

## La conclusione della WM

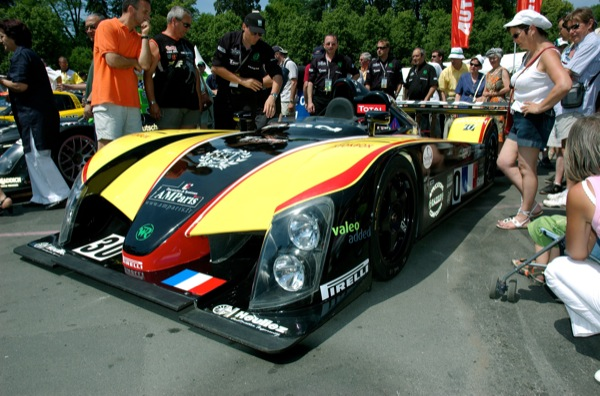
WR LMP nel 2006

La Peugeot come motorista dei prototipi WM negli anni ottanta era stata il sostegno della squadra, ma quando nel 1990 scese ufficialmente in campo con la propria 905, il team WM non ebbe più motivo di esistere.
La squadra fu in seguito rilevata da Gérard Welter e ribattezzata WR (Welter Racing); si dedicò ai prototipi aperti per la più modesta LMP2, LMP-675 e P2, in cui ottenne la vittoria di classe nel 1993 e monopolizzerà la prima fila dello schieramento di partenza nel 1995. Tali risultati non furono più ripetuti poiché l'azienda, ancora in attività, soffrì la concorrenza delle danarosissime grandi case costruttrici.